# 菩提亚人
菩提亚人（羅馬化：Bhotiyā）是印度人与尼泊尔人对生活在印藏边界外喜马拉雅山地区的讲藏语与其他藏缅语的族群之称呼。“菩提亚”一词源自古典藏语中的“西藏”一词“བོད”（bod）。菩提亚人讲拉达克语、夏尔巴语、锡金语和约尔莫语等多种语言。